# Sthenias longeantennatus
Sthenias longeantennatus är en skalbaggsart som beskrevs av Stefan von Breuning 1938. Sthenias longeantennatus ingår i släktet Sthenias och familjen långhorningar. Inga underarter finns listade i Catalogue of Life.